# Giasone (nome)
Giasone  è un nome proprio di persona italiano maschile.

## Varianti in altre lingue
- Catalano: Jàson[3]
- Francese: Jason[4]
- Georgiano: იასონ (Iason)[4]
- Greco antico e biblico: Ἰάσων (Iasōn)[4][5]
- Greco moderno: Ιάσων (Iasōn)[4]
- Inglese: Jason[4][5][6], Jayson[4][5], Jaison[5], Jayceon[4], Jazon[5], Jasen[5], Jacen[5], Jaysen[5], Jaisen[5], Jaysun[5]
  - Ipocoristici: Jace[4][5], Jase[4], Jayce[4][5], Jaz[5], Jay[4][5]
- Islandese: Jason
- Olandese: Jason
- Polacco: Jazon
- Portoghese: Jasão
- Rumeno: Iason
- Spagnolo: Jasón[3]
- Tedesco: Jason
- Ungherese: Iaszón, Jáson

## Origine e diffusione

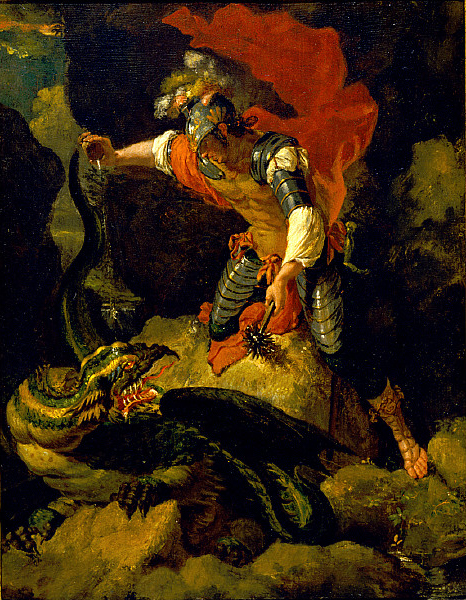
Giasone avvelena il drago, di Salvator Rosa

In primo luogo, si tratta di un nome di tradizione classica, portato nella mitologia greca da Giasone, capo degli Argonauti e sposo di Medea; il suo nome, in greco Ἰάσων (Iasōn), viene generalmente ricondotto al verbo ιασθαι (iasthai, "guarire"), con il significato di "guaritore", "medico" o "portatore di salute". 
In secondo luogo, si tratta anche di un nome biblico, portato nell'Antico Testamento dal sommo sacerdote Giasone, e nel Nuovo Testamento da un uomo che ospitò Paolo e Sila (At 17:5–9 e Ro 16:21). In questi casi si tratta però di una forma ellenizzata (in greco: Eason) del nome ebraico יְהוֹשֻׁעַ (Yehoshua), corrispondente in italiano a Gesù e Giosuè, che era molto comune tra gli ebrei greci; il nome biblico e quello mitologico si confusero già durante la cristianizzazione della Grecia.
In Italia il nome, seppur sostenuto da varie opere letterarie e teatrali, è rarissimo; negli anni 1970 se ne contavano circa cinquanta occorrenze su tutto il territorio nazionale. Ha invece avuto molta più fortuna nei paesi anglofoni, dove si è diffuso a seguito della Riforma protestante, come ripresa del personaggio biblico.

## Onomastico
L'onomastico si può festeggiare il 12 luglio in memoria di san Giasone, discepolo di Gesù, vescovo di Tarso ed evangelizzatore di Corfù, martire, oppure il 3 dicembre in ricordo di san Giasone, martire a Roma con il fratello Mauro e i genitori Claudio e Ilaria.

## Persone
- Giasone, tiranno di Fere
- Giasone di Cirene, storiografo ebreo antico
- Giasone del Maino, giurista e accademico italiano
- Giasone De Nores, letterato italiano
- Giasone Piccioni, ammiraglio italiano
- Giasone Tomassucci, liutaio italiano

### Variante Jason

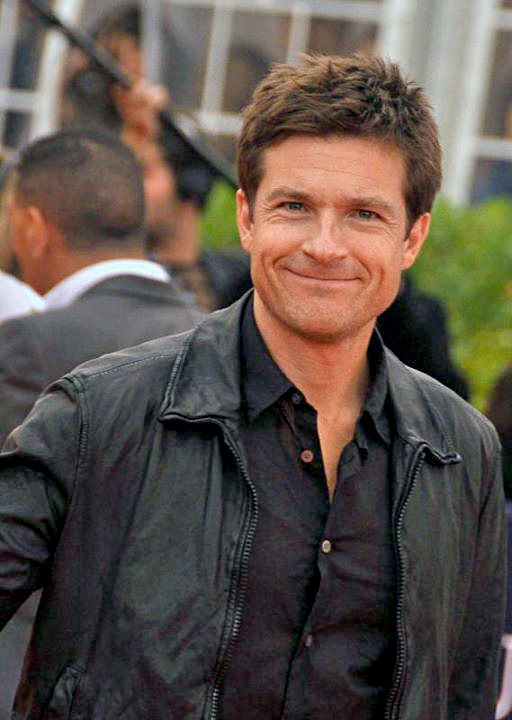
Jason Bateman

- Jason Bateman, attore, regista, produttore cinematografico e produttore televisivo statunitense
- Jason Derulo, cantautore e ballerino statunitense
- Jason Emmanuel Petty, rapper statunitense
- Jason Isaacs, attore e doppiatore britannico
- Jason Kidd, cestista e allenatore di pallacanestro statunitense
- Jason Momoa, attore e modello statunitense
- Jason Mraz, chitarrista e cantante statunitense
- Jason Newsted, bassista e cantante statunitense
- Jason Priestley, attore, regista e produttore televisivo canadese naturalizzato statunitense
- Jason Robards, attore statunitense
- Jason Segel, attore, musicista e comico statunitense
- Jason Statham, attore e produttore cinematografico britannico

### Altre varianti
- Jayson Blair, attore statunitense
- Jace Everett, cantautore statunitense
- Jace Norman, attore statunitense.
- Jayson Tatum, cestista statunitense

## Il nome nelle arti
- Jason Blood, più noto come Etrigan, è un personaggio dei fumetti DC Comics.
- Jason Brody è il protagonista del videogioco ubisoft Far Cry 3.
- Jason Bourne è un personaggio dei romanzi di Robert Ludlum e dei loro adattamenti cinematografici.
- Jason Crawford è un personaggio della serie televisiva Nikita.
- Jason Stackhouse è un personaggio della serie di romanzi del Ciclo di Sookie Stackhouse, scritti da Charlaine Harris.
- Jason Stiles è un personaggio della serie televisiva Una mamma per amica.
- Jason Teague è un personaggio della serie televisiva Smallville.
- Jason Todd è un personaggio dei fumetti DC Comics.
- Jason Voorhees è un personaggio della serie di film Venerdì 13.
- Jace Herondale é il co-protagonista maschile della serie urban fantasy Shadowhunters di Cassandra Clare.